# Tây Thành (xã)
Tây Thành là một xã thuộc huyện Yên Thành, tỉnh Nghệ An, Việt Nam.